# Paepalanthus luteolus
Paepalanthus luteolus är en gräsväxtart som beskrevs av Silveira. Paepalanthus luteolus ingår i släktet Paepalanthus och familjen Eriocaulaceae. Inga underarter finns listade i Catalogue of Life.